# Jarrow

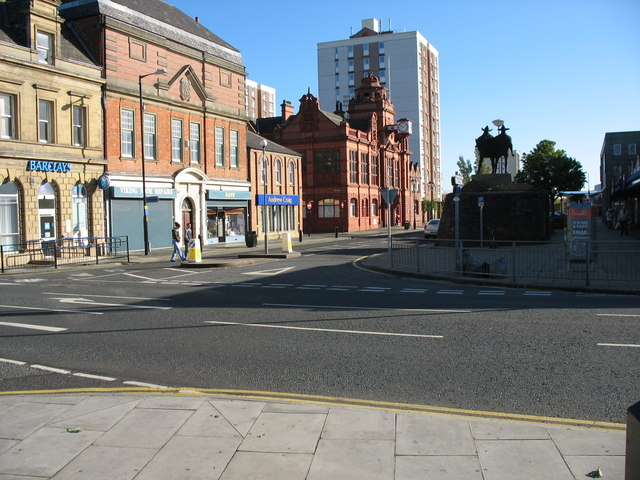
Jarrow

Jarrow es una población al noreste de Inglaterra, sobre el río Tyne, con una población aproximada de 40.000 habitantes en 2010.  Originalmente parte del condado ceremonial de Durham, en 1974 pasó a formar parte del condado metropolitano de Tyne y Wear.

## Toponimia
El nombre de Jarrow aparece registrado por primera vez en el siglo VIII. Proviene de los gyrwe, una tribu de los anglos que habitaba la zona. El nombre de los gyrwe significa "habitantes de los pantanos", tal vez en referencia a Jarrow Slake (un humedal ahora drenado que se encontraba en la confluencia de los ríos Tyne y Don). En latín el nombre de este pueblo era Gyruum.
El topónimo normalmente se habría convertido en Yarrow en inglés moderno pero, al igual que ha sucedido con Jesmond, la influencia normanda dio lugar a que la /j/ inicial se convirtiera en /dʒ/.

## Historia

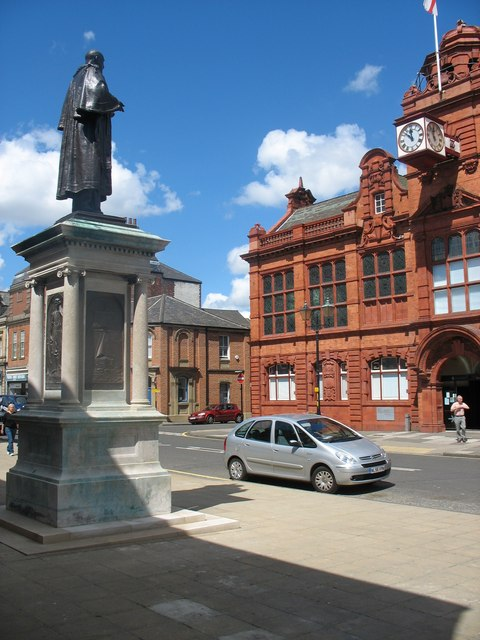
Ayuntamiento de Jarrow

En el siglo v los anglos re-ocuparon la población romana de Jarrow.
En el siglo VIII, Beda, considerado el máximo erudito anglosajón y padre de la historia inglesa, vivió en Jarrow, en el Monasterio de San Pablo.
En el año 794 Jarrow se convirtió en el segundo objetivo de las invasiones vikingas en Inglaterra, quienes habían saqueado Lindisfarne en 793.
El monasterio fue disuelto más tarde por el rey Enrique VIII, aunque sus ruinas están ahora asociadas a la iglesia contigua de San Pablo, una de cuyas paredes contiene el vitral más antiguo del mundo, fechado en el año 600, en la época de San Benito Biscop. Junto al monasterio se ha creado un museo en honor al santo medieval: "El mundo de Beda" (Bede's World).
Jarrow fue un pequeño pueblo hasta la introducción de la industria pesada relacionada con la minería y la fabricación de barcos, en el siglo XIX. En 1936, luego del cierre de astilleros en la zona, los trabajadores realizaron la histórica Marcha de Jarrow para protestar por el alto nivel de desempleo, que se extendió luego a otras protestas en diferentes ciudades de Gran Bretaña.